# 魯日諾夫
魯日諾夫是斯洛伐克首都布拉提斯拉瓦的一個市鎮，位於布拉提斯拉瓦東部。魯日諾夫是布拉提斯拉瓦人口第二多的市鎮，人口超過7萬人。布拉提斯拉瓦機場位於魯日諾夫。魯日諾夫自19世紀開始逐漸從農業地變為工業區。